# Banditenjäger
Banditenjäger ist ein US-amerikanischer Western aus dem Jahr 1950, produziert von Lippert Production, Inc . Die beiden Originaltitel, aus denen die deutsche Version zusammengeschnitten wurde, lauten Fast on the Draw (der Erzählstrang der Elternermordung) und Crooked River (die Postkutschenbande).

## Handlung
1860 zieht die Familie Ellison nach Westen. Am Crooked River werden sie von der Gentry-Bande überfallen. Nur der junge Shamrock überlebt. Die Mörder erbeuten einen Ring, auf dem seine Initialen eingraviert sind. 
Auf die Ergreifung der Bande ist eine Belohnung von 5.000 Dollar ausgesetzt. Shamrocks Freund Deacon bekommt vom Sheriff, Colonel genannt, die Versicherung, dass die Postkutsche, die eine Goldlieferung für ihn transportiert, vor der Bande sicher ist. Eine andere Bande wird von Lucky Hayden angeführt, der nur noch genug Geld für seine Schwester Ann zusammenbringen will, um sie in den Osten schicken zu können. Er erfährt von der Goldlieferung und überfällt mit seinen Männern die Kutsche.
Butch, einer von Gentrys Männern, schießt Deacon an. Shamrock ist Zeuge und schießt seinerseits Butch an. Der Colonel macht ihn zum Deputy. Shamrock sucht Haydens Haus auf und gibt sich an der Küchentür als verwirrter Reisender aus, doch Ann lässt ihn nicht hinein. Shamrock klopft dann an die Vordertür. Ann sieht nach, so dass Shamrock durch die Küchentür ins Haus dringen kann. Auch Gentry ist im Haus, der Ann auffordert, Shamrock zu bewirten. Als der angibt, Erste Hilfe leisten zu können, soll er sich um Butchs Verletzung kümmern. Die Kugel ist nahe bei der Lunge. Shamrock verspricht, den Verletzten am nächsten Morgen zum Arzt zu bringen. 
Als Shamrock Butch am nächsten Morgen zum Arzt gebracht hat, fragt er den Colonel, ob es Gentrys Leute waren, die seine Eltern ermordet haben. Zur gleichen Zeit bekommt Ann ein Gespräch mit, in dem sich Luckys rechte Hand Kent über dessen Regel, nicht zu töten, beschwert. Er überzeugt die anderen Bandenmitglieder zu Gentry zu wechseln. Ann informiert Lucky über das Gespräch.
Lucky kommt im Versteck an und sieht, wie Kent Ann belästigt. Er blendet Kent mit Bleichmittel und zieht seine Waffe. Bevor er schießen kann, erscheint Shamrock, der ihm die Waffe aus der Hand schießt. In der Küche sieht er den Ring mit seinen Initialen. Ann erklärt, dass sie den Ring von Kent bekam. Als Kent Ann weiterhin nachstellt, wird er von Lucky erschossen. Der Colonel erreicht mit einer Gruppe Deputys das Versteck. Die Bande wird festgenommen. Bei dem Kampf erschießt Shamrock Gentry, wird danach jedoch ebenfalls getötet.

## Hintergrund
Gedreht wurde der Film ab Mitte November 1949 in den Alabama Hills und auf der Iverson Movie Ranch in Chatsworth.

## Synchronisation
Die deutsche Synchronfassung entstand 1953 oder 1954 in München.
| Rolle            | Schauspieler   | Synchronsprecher      |
| ---------------- | -------------- | --------------------- |
| Shamrock Ellison | James Ellison  | Joachim Mock          |
| Lucky Hayden     | Russell Hayden | Willy Friedrichs      |
| Colonel          | Raymond Hatton | Hans Hermann Schaufuß |
| Deacon           | Fuzzy Knight   | Wolfgang Eichberger   |
| Anne Hayden      | Betty Adams    | Eleonore Noelle       |

Die Einleitung wurde von Christian Marschall gesprochen.

## Veröffentlichung
Die Premiere des Films fand am 5. Mai 1950 statt. In der Bundesrepublik Deutschland kam er am 19. März 1954 in die Kinos.

## Kritiken
Das Lexikon des internationalen Films schrieb: „Aus zwei mittellangen Episoden zusammengeschnittener Western, der relativ unoriginell Schießereien und Prügelszenen aneinanderreiht.“